# Hydrangeaceae
Hydrangeaceae es una familia de plantas perteneciente al orden Cornales, con una amplia distribución en Asia y Norteamérica, y localmente en Europa. 
La familia incluye 17 géneros, pero algunos botánicos dividen a la familia en dos, con siete géneros separados en la familia Philadelphaceae.
Los géneros se caracterizan por las hojas opuestas y flores regulares, bisexuales con 4 pétalos (raramente 5-12). La fruta es una cápsula o una baya que contiene varias semillas. Las semillas tienen endospermo carnudo.

## Descripción
Son arbustos, bejucos o hierbas rizomatosas; plantas hermafroditas. Hojas opuestas, a veces verticiladas o alternas, enteras, dentadas o lobadas; estípulas ausentes. Inflorescencias en cimas corimbiformes a paniculiformes, flores epíginas o a veces hipóginas, mayormente actinomorfas, pero a veces con algunos sépalos petaloides agrandados en las flores marginales; sépalos 4–5 (–12), valvados o imbricados; pétalos 4–5 (–12), libres, valvados, imbricados o convolutos; estambres en doble número que los pétalos o más numerosos, filamentos libres; gineceo de 3–5 (–12) carpelos unidos formando un ovario plurilocular, 1–varios óvulos, estilos libres o cortamente unidos en la base; disco intrastaminal presente. Fruto una cápsula o baya; semillas con embrión recto y endosperma carnoso.

## Géneros
| - Hydrangeaceae Dumort. sensu stricto - Broussaisia - Cardiandra - Decumaria - Deinanthe - Dichroa - Hydrangea - Kirengeshoma - Pileostegia - Platycrater - Schizophragma | - - Philadelphaceae - Carpenteria - Deutzia - Fendlera - Fendlerella - Jamesia - Philadelphus - Whipplea |

El género Pottingeria es algunas veces incluido en Hydrangeaceae, mientras otros la incluyen en Balanophoraceae, o su propia familia Pottingeriaceae.